# Municipio de Colvin (Dakota del Norte)
El municipio de Colvin (en inglés: Colvin Township) es un municipio ubicado en el condado de Eddy en el estado estadounidense de Dakota del Norte. En el año 2010 tenía una población de 60 habitantes y una densidad poblacional de 0,64 personas por km².

## Geografía
El municipio de Colvin se encuentra ubicado en las coordenadas 47°42′55″N 98°36′5″O / 47.71528, -98.60139. Según la Oficina del Censo de los Estados Unidos, el municipio tiene una superficie total de 93.45 km², de la cual 92,01 km² corresponden a tierra firme y (1,54 %) 1,44 km² es agua.

## Demografía
Según el censo de 2010, había 60 personas residiendo en el municipio de Colvin. La densidad de población era de 0,64 hab./km². De los 60 habitantes, el municipio de Colvin estaba compuesto por el 100 % blancos. Del total de la población el 0 % eran hispanos o latinos de cualquier raza.